# Mazací hlava
Mazací hlava (v anglickém originále Eraserhead) je americký černobílý surrealistický hororový film z roku 1977, který napsal, režíroval, produkoval a sestříhal David Lynch, jenž je také autorem zvukového designu snímku. Po několika natočených krátkometrážních filmech se jedná o Lynchův celovečerní filmový debut. V hlavních rolích se představili herci Jack Nance, Charlotte Stewartová, Jeanne Batesová, Judith Anna Robertsová, Laurel Nearová a Jack Fisk. Film vypráví příběh muže jménem Henry, jenž je nucen se starat o své znetvořené dítě uprostřed opuštěné krajiny poté, co ho jeho žena opustila.
Scénář pro Mazací hlavu měl jen 21 stránek. Protože zápletka snímku byla neobvyklá a Lynch měl minimální režisérské zkušenosti, žádné filmové studio nechtělo projekt zaštítit. Snímek nakonec vznikl v době jeho studií za podpory AFI. Natáčelo se na několika místech v Kalifornii, která patřila institutu, včetně sídla Greystone Mansion v Beverly Hills.
Snímek se zpočátku setkal s malým zájmem ze strany diváků, svou popularitu si postupně získal během několika sérií dlouhodobých půlnočních projekcí. Od svého uvedení si nicméně vysloužil pozitivní recenze a v současnosti je považován za kultovní. Roku 2004 byl vybrán Knihovnou Kongresu k uchování v Národním filmovém registru Spojených států amerických.

## Děj
Film začíná scénou, kde jakýsi muž žijící na planetě pohybuje pákami ve svém domě uprostřed vesmíru, zatímco hlava Henryho Spencera se vznáší na obloze. Ze Spencerových úst se následně vynoří tvor podobný spermii a postupně se vznáší do prázdna.
V dalších záběrech jde Spencer domů s nákupem přes průmyslovou čtvrť. Před jeho bytem ho zastaví sousedka, která mu oznámí, že ho jeho přítelkyně Mary pozvala na večeři se svou rodinou. Spencer nechá nákup ve svém bytě a rozhodne se navštívit Mary.
Ten večer Spencer navštíví Maryin dům a rozpačitě konverzuje s její matkou. U večeře je požádán, aby naporcoval kuře, které se začne na talíři hýbat a po naříznutí z něj stříká krev. Po jídle promluví se Spencerem matka Mary. Řekne mu, že Mary porodila dítě a že se ti dva musí vzít. Mary je v rozpacích, neboť si není jistá, zda to, co porodila, je opravdu dítě.
Mary se následně nastěhuje do Henryho garsonky a společně se začnou starat o zdeformované a slizké dítě. Dítě odmítá jíst veškerou potravu a permanentně nesnesitelně pláče a řve. To přivádí Mary k hysterii, neboť nemůže usnout. Rozhodne se proto od Henryho odejít. Ten se snaží o dítě starat a dozvídá se, že se mu špatně dýchá a na hlavě se mu objevily vředy.
Spencer začíná postupně propadat vidinám, ve kterých se mu zjeví muž s pákami a také tančící dáma v jeho radiátoru, která mu zpívá, zatímco dupe po miniaturních červech připomínající jeho dítě. Poté, co se seznámí se svou sousedkou, do které se zamiluje má další vidinu, ve které mu žena v radiátoru zpívá o nebi. Mezitím, co se Henry zaposlouchá do zpěvu podivné ženy, se mu začíná zjevovat jeho vlastní hlava, která odpadne a následně se pod ní odhalí hlava dítěte. Henryho odpadlá hlava potom spadne z nebe na ulici, kde ji jeden chlapec najde a poté přinese do továrny na tužky, kde se z částí Henryho hlavy stávají gumy.
Pro probuzení se Henry snaží najít svou sousedku, zaklepe na její dveře, ale nikdo neotvírá. Později ji najde s jiným mužem. Spencer se ve značném rozčílení vrátí do svého pokoje a rozhodne se dítě zabít. Vezme nůžky a rozstřihne obvazy pod kterými je schováno tělo dítěte. Vyjde ovšem najevo, že dítě nemá žádnou kůži; obvazy držely jeho vnitřní orgány pohromadě a po přestřižení se rozpadly. Dítě posléze zalapá po dechu a Henry mu nůžkami probodne orgány. Z ran následně vytryskne tekutina, která obalí celé dítě. Dojde k přetížení elektřiny a dítě začne růst do obrovských rozměrů. Jakmile lampy v místnosti zhasnou, místo hlavy dítěte se objeví stejná planeta jako na začátku filmu. Planeta postupně začíná praskat. Z pák, které muž ze začátku ovládá, začínají sršet jiskry a stávají se neovladatelnými.
Film končí v momentě, kdy je Spencer objat ženou v radiátoru.

## Obsazení
| Jack Nance                     | Henry Spencer – v současnosti nezaměstnaný muž, který žije sám v malém bytě. Henry je zamlklý, pokud promluví, používá krátké, emocemi nabité výlevy. |
| Charlotte Stewartová           | Mary X – Henryho přítelkyně, která žije se svými rodiči a babičkou, poté, co je navštíví Henry, se za něho vdá a krátký čas s ním žije. Později od Henryho odchází. |
| Allen Joseph a Jeanne Batesová | Pán a Paní X – rodiče Mary. Pan X je potrubář, který se hlasitě chlubí svou prací a je zřejmé, že ho příliš nezajímá emocionálně vypjatá situace kolem podivného těhotenství a Maryina porodu. Paní X však při návštěvě dává Henrymu emocionálně vypjatým chováním najevo, že je za dítě zodpovědný. |
| Judith Anna Robertsová         | Krásná dívka odnaproti – Henryho sousedka, která mu na začátku příběhu doručí vzkaz, ve kterém ho zve Mary na večeři. Později se stává objektem touhy Henryho. |
| Laurel Nearová                 | Žena z radiátoru – žena, která se v několika vizích Henrymu zjeví. Má silně nafouknuté tváře, zpívá píseň „In Heaven“ a tančí na kostkovaném jevišti. V jedné taneční kreaci dupe po malých, červům podobných stvořeních, shora dopadajících na jeviště, kde tancuje.                                |
| Jack Fisk                      | Muž na planetě – podivný muž, který žije na planetě, kde manipuluje se strojem tvořeným několika pákami, zatímco pozoruje Henryho skrze okno. |

## Produkce

### Předprodukce
Režisér a scenárista David Lynch studoval nejprve malířství a vytvořil několik krátkometrážních filmů, ve kterých své obrazy animoval. Roku 1970 se plně zaměřil na filmovou tvorbu a ve svých 24 letech přijal stipendium v Centru pro pokročilá filmová studia Amerického filmového institutu (AFI). Studium ovšem Lynche dostatečně nenaplňovalo a uvažoval o tom, že ho přeruší. Poté, co mu byla nabídnuta možnost vytvořit vlastní scénář, svůj postoj přehodnotil a ve studiích pokračoval. Dostal povolení využít celý areál školy pro filmové kulisy, v některých dokonce sám bydlel. Pro mnoho scén využil i sídlo Greystone Mansion v Beverly Hills, které rovněž institut vlastnil.
Lynch původně začal pracovat na scénáři s názvem Gardenback. Mělo se jednat o surrealistický film o cizoložství, v němž se objevoval neustále rostoucí hmyz, který měl zobrazovat touhu jednoho muže po své sousedce. AFI se však přibližná délka snímku (asi 45 minut) zdála pro takový metaforický nelineární scénář jako příliš dlouhá. Místo projektu Gardenback proto Lynch představil návrh snímku Mazací hlava (Eraserhead). Ten vytvořil na základě jednoho snu, kde hlavu muže odnáší malý chlapec do továrny na tužky. Několik členů představenstva AFI bylo i tentokrát proti produkci díla, nicméně nakonec byli nuceni ustoupit, neboť děkan Frank Daniel hrozil tím, že pokud nepovolí natáčení, odstoupí z funkce. Davida Lynche při tvorbě scénáře k filmu ovlivnily knihy, které četl jako student. Silný vliv na film měla novela českého spisovatele Franze Kafky s názvem Proměna z roku 1915 a povídka spisovatele Nikolaje Gogola Nos z roku 1836. Lynch rovněž v rozhovoru pro deník Metro Silicon Valley prozradil, že film „vznikl“ poté, co otevřel bibli, přečetl z ní jeden verš a zavřel ji. Zpětně si ale již nedokázal vzpomenout, zda byl verš ze Starého nebo Nového zákona.
Věřte tomu nebo ne, Mazací hlava je můj nejspirituálnější film.
David Lynch, 2007, 
Předpokládá se, že Lynche ovlivnil i vlastní strach z otcovství. Jeho dcera Jennifer se narodila s vývojovou vadou zvanou koňská noha a jako dítě potřebovala rozsáhlou operaci. Jennifer později uvedla, že právě její nečekané početí společně s vrozenými vadami byly základem pro motivy filmu. Prostředí snímku bylo také ovlivněno Lynchovým životem, a to v době, kdy bydlel v problémové čtvrti ve Filadelfii, kde s rodinou žil celkem pět let. Tato oblast byla v té době popisována jako „zóna chudoby prolezlá zločinem“. Při popisu tohoto období svého života Lynch řekl: „Viděl jsem ve Filadelfii tolik věcí, že jsem tomu ani nemohl uvěřit… Viděl jsem dospělou ženu, jak se chytá za své poprsí, mluví jako dítě a stěžuje si, že ji bolí bradavky.“
První casting na film začal v roce 1971 a do hlavní role byl vybrán herec Jack Nance. Zaměstnanci institutu však podcenili rozsah celého projektu – původně schválili projekt poté, co zhlédli scénář s 21 stránkami, nicméně předpokládali, že podle obvyklého poměru jedné minuty filmu na jednu stránku scénáře se film zkrátí přibližně na dvacet minut. Tohle nedorozumění spolu s Lynchovou snahou o perfektní film způsobilo, že snímek zůstal ve výrobě řadu let. Příkladem náročné tvorby filmu je jedna scéna, která začíná tím, že Jack Nance v roli Henryho otevírá dveře. Než byl natočen jeho vstup do místnosti, uplynul jeden rok.

### Natáčení

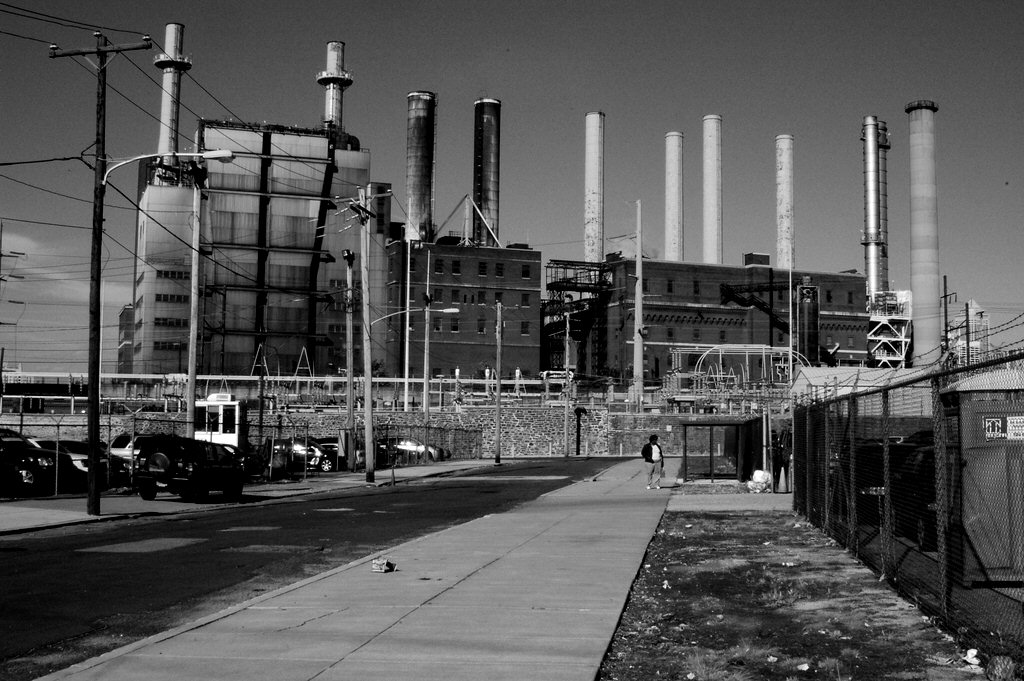
Průmyslová čtvrť ve Filadelfii, která výrazně inspirovala podobu filmu

Produkce Mazací hlavy, podporovaná neustálými finančními prostředky Lynchova přítele Jacka Fiska a jeho manželky Sissy Spacek, pokračovala několik dalších let. Další příspěvky poskytla manželka Jacka Nance Catherine E. Coulsonová, která pracovala jako servírka a věnovala svůj příjem, a sám Lynch, jenž po celou dobu natáčení roznášel noviny. Během jedné z několika přestávek v natáčení natočil Lynch krátký film The Amputee, ve kterém si Catherine zahrála. Poté začala pracovat ve filmovém štábu jako technička při natáčení Mazací hlavy. Štáb Mazací hlavy byl velmi malý, tvořili ho jen David Lynch, zvukový designér Alan Splet, kameraman Herb Cardwell, který z finančních důvodů později štáb opustil a nahradil ho Frederick Elmes, produkční a rekvizitářka Doreen Smallová a Catharine Coulsonová, jež zastávala více úkolů. Celkový rozpočet snímku činil 100 tisíc dolarů.
Veškeré efekty použité k vytvoření a pohybování dítěte byly utajeny a dodnes nejsou známé. Projekční technik, jenž pracoval na denních pracích, dostal od režiséra pásku přes oči, aby neprozradil podstatu rekvizity, a v pozdějších rozhovorech odmítl o efektech mluvit. Představitel Henryho Spencera Jack Nance pojmenoval rekvizitu dítěte „Spike“. Samotný David Lynch se o rekvizitě většinou vyjadřoval záhadně.
Během natáčení začal Lynch experimentovat s technikou nahrávání foneticky namluvených dialogů pozpátku a obrácením výsledného zvuku. Ačkoli tato technika nebyla ve filmu použita, Lynch se k ní vrátil ve třetí epizodě svého televizního seriálu Městečko Twin Peaks z roku 1990. Během natáčení Mazací hlavy se Lynch také začal zajímat o transcendentální meditaci, přešel na vegetariánskou stravu a přestal kouřit a pít alkohol.

### Postprodukce
Na zvukové stránce filmu spolupracoval Lynch s Alanem Spletem. Společně zajistili a vyrobili zvukovou izolaci pro své studio, kde téměř rok vytvářeli a upravovali zvukové efekty snímku. Zvuková stopa obsahuje až patnáct různých zvuků přehrávaných současně pomocí několika kotoučů. Zvuky byly vytvářeny různými způsoby – například ve scéně, kdy se postel pomalu rozpouští v kaluži jakési tekutiny, vložili mikrofon do plastové láhve, kterou nechali plavat ve vaně, a nahráli zvuk vzduchu, který láhví procházel.
Po zkušebním promítání režisér vystřihl dvacet minut stopáže, čímž se délka filmu zkrátila na 89 minut. Mezi vystřiženými záběry je scéna, v níž Catherine Coulsonová hraje porodní bábu dítěte, dále také scéna muže mučícího dvě ženy a scéna, v níž si Spencer hraje s mrtvou kočkou.

## Soundtrack
Soundtrack filmu byl vydán společností I.R.S. Records 15. června roku 1982 ve Spojených státech amerických na LP. Soundtrack se skládá celkem z 5 skladeb. První strana tvoří čtyři skladby, druhou stranu potom píseň „In Heaven“, kterou zpívá Žena z radiátoru. Text skladby složil David Lynch, hudební doprovod Peter Ivers.
Album bylo znovu vydáno v roce 2012 vydavatelstvím Sacred Bones Records.
LP (1982)
| Strana 1 | Strana 1                      | Strana 1                    | Strana 1 |
| Pořadí   | Název                         | Autor                       | Délka    |
| -------- | ----------------------------- | --------------------------- | -------- |
| 1.       | Digah's Stomp                 | Thomas „Fats“ Waller        |          |
| 2.       | Lenox Avenue Blues            | Thomas „Fats“ Waller        |          |
| 3.       | Stompin' the Bug              | Mercedes Gilbert/Phil Worde |          |
| 4.       | Messin' Around with the Blues | Thomas „Fats“ Waller        |          |

| Strana 2 | Strana 2  | Strana 2                                     | Strana 2 |
| Pořadí   | Název     | Autor                                        | Délka    |
| -------- | --------- | -------------------------------------------- | -------- |
| 1.       | In Heaven | David Lynch/Peter Ivers/Thomas „Fats“ Waller |          |

## Vydání

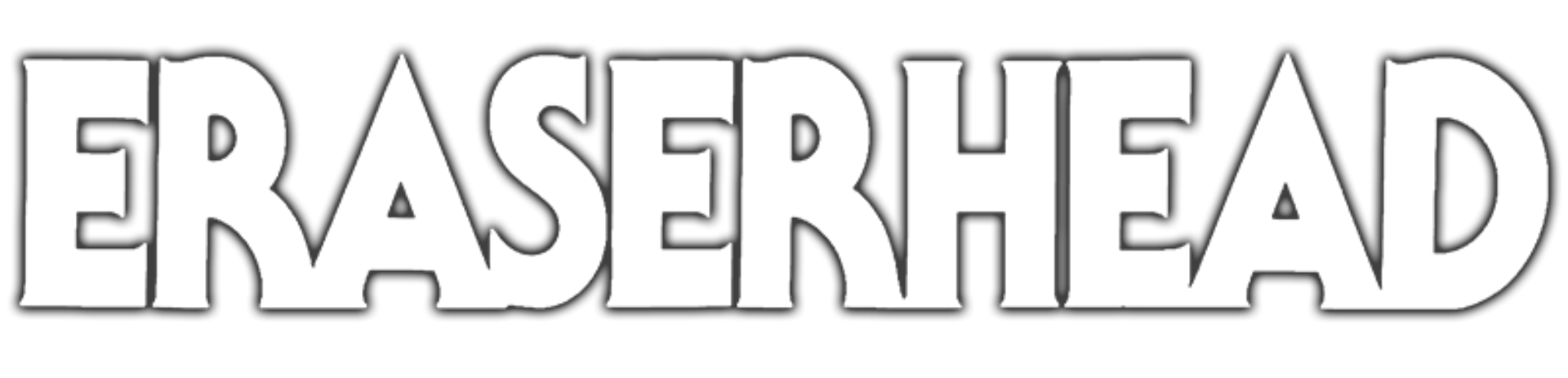
Logo filmu

Premiéra filmu se konala 19. března roku 1977 na filmovém festivalu Filmex v Los Angeles. Snímek distribuovala společnost Libra Films. Jeden rok byl uváděn v losangeleském kině Cinema Village během půlnočních projekcí. Poté byl film promítán po dobu 99 týdnů v newyorském kině Waverly, mezi lety 1978 a 1979 také v Roxie Theater v San Francisku a v letech 1978–1981 v losangeleském kině Nuart Theatre.
Lynchův film v Severní Americe utržil 7 milionů dolarů, v ostatních zemích jsou evidovány tržby ve výši 97 971 dolarů. Snímek byl také promítán v rámci londýnského filmového festivalu BFI v roce 1978 a filmového festivalu v Telluride v Coloradu roku 1986.
Film Mazací hlava byl vydán na VHS 7. srpna roku 1982 společností Columbia Pictures. Na DVD a Blu-ray vyšel ve společnosti Umbrella Entertainment 1. srpna 2009, druhá verze potom 9. května 2012. Vydání společnosti Umbrella Entertainment obsahuje 85minutový bonus o natáčení filmu. Film v podobě DVD byl také vydán společnostmi Universal Pictures v roce 2001, Subversive Entertainment v roce 2006 a Scanbox Entertainment roku 2008.
V Česku byl snímek Mazací hlava uváděn s podtitulky v roce 1998 v distribuci Národního filmového archivu. Od 25. ledna 1998 jej promítalo celkem 193 kin, celkové tržby dosáhly v Česku výše 761 560 Kč, návštěvnost činila 20 417 osob.

## Přijetí a kritika
Tom Buckley z listu The New York Times srovnával Mazací hlavu s filmem Sloní muž. V deníku prohlásil, že zatímco druhý Lynchův film je dobře natočený a má vynikající herecké obsazení, o tom prvním se to říci nedá. Buckley také označil Lynchův film za „temně pompézní“ a rovněž napsal, že hororová stránka filmu pramení výhradně ze vzhledu znetvořeného dítěte, nikoli ze scénáře nebo hereckých výkonů.
V recenzi pro deník Chicago Tribune označil Michael Wilmington snímek Mazací hlava za jedinečný, dále ještě dodal, že „intenzita“ a „jasnost noční můry“ jsou výsledkem Lynchovy pozornosti věnované detailům při jeho tvorbě. John Simon z časopisu National Review označil Lynchův film za „nechutnost pro milovníky kultovních filmů.“
Režisér a filmový tvůrce Marc Evans v článku pro britský deník The Daily Telegraph vyzdvihl zvuk filmu i Lynchovu schopnost „učinit obyčejné věci zvláštními.“ Phil Hall z časopisu Film Threat označil Mazací hlavu za nejlepší Lynchův film.
Na webu Rotten Tomatoes má film na základě 68 recenzí celkové hodnocení 8,4 z 10 bodů, podíl spokojených recenzí dosáhl 90 %. Server Metacritic eviduje vyjádření 15 kritiků, celkově film dosáhl 87 bodů ze 100.

## Odkaz v kultuře
V roce 2004 byl film vybrán Kongresovou knihovnou Spojených států amerických k uchování do Národního filmového registru. Aby se film mohl do registru dostat musí být považován za „kulturně, historicky nebo esteticky významný“. Film Mazací hlava se spolu s pěti jinými nízkonákladovými filmy ze 60. a 70. let stal součástí dokumentu Stuarta Samuelse Midnight Movies: From the Margin to the Mainstream. V roce 2010 sestavil web Online Film Critics Society seznam 100 nejlepších režijních debutů. Film Mazací hlava se v anketě umístil na druhém místě za filmem Orsona Wellese Občan Kane z roku 1941.
S mnoha herci účinkujících ve filmu Lynch spolupracoval i na svých pozdějších filmech. Frederick Elmes působil jako kameraman dále u filmů Modrý samet z roku 1986, The Cowboy and the Frenchman z roku 1988 a Zběsilost v srdci z roku 1990. Alan Splet se postaral o zvukový design u filmů Sloní muž, Duna a Modrý samet. Jack Fisk režíroval epizody Lynchova televizního seriálu On the Air z roku 1992, jako scénograf pracoval na filmech Příběh Alvina Straighta z roku 1999 a Mulholland Drive z roku 2001. Catherine Coulsonová a Jack Nance se objevili ve filmech Twin Peaks, Duna, Modrý samet, Zběsilost v srdci a Lost Highway z roku 1997.
Po vydání Mazací hlavy se Lynch pokoušel získat finanční prostředky pro svůj další projekt s názvem Ronnie Rocket. V té době se Lynch seznámil s filmovým producentem Stuartem Cornfeldem. Cornfeldovi se první Lynchův snímek líbil a měl zájem o produkci nového filmu Ronnie Rocket, ovšem velkým problémem byl u tohoto filmu nedostatek financí. Cornfeld proto požádal Lynche, aby se podíval na několik již napsaných scénářů. Lynche nakonec z čtyřech scénářů zaujal jeden s názvem Sloní muž a rozhodl se, že podle tohoto scénáře natočí svůj druhý film.
Lynchovu snímku je také připisován vliv na japonský kyberpunkový film Tecuo z roku 1989, experimentální horor Jednorozený z roku 1989 a režijní debut Darrena Aronofského Pí z roku 1998.
Švýcarský umělec H. R. Giger označil film Mazací hlava za „jeden z nejlepších filmů, který kdy viděl.“